# Championnats d'Afrique de gymnastique artistique 2000
Navigation
Édition précédente Édition suivante
Les championnats d'Afrique de gymnastique artistique 2000 sont des championnats de gymnastique artistique qui se tiennent en 2000 à Tunis et qui opposent des pays d'Afrique. Elles concernent les catégories seniors hommes et dames. Ils sont organisés conjointement avec les Championnats d'Afrique de gymnastique rythmique 2000.

## Podiums

### Seniors hommes
| Épreuves                     | Or                            | Argent                        | Bronze                        |
| ---------------------------- | ----------------------------- | ----------------------------- | ----------------------------- |
| Concours général par équipes | Algérie 152,650               | Maroc 146,800                 | Afrique du Sud 144,700        |
| Concours général individuel  | Wajdi Bouallègue (TUN) 52,700 | Sid Ali Ferdjani (ALG) 51,100 | Fatah Ait Saada (ALG) 50,000  |
| Sol                          | Wajdi Bouallègue (TUN) 9,525  | Nouredine Yahouia (ALG) 8,650 | Adam Botha (RSA) 8,275        |
| Cheval d'arçons              | Sid Ali Ferdjani (ALG) 9,337  | Kamal Argaïbi (ALG) 9,312     | Wajdi Bouallègue (TUN) 9,100  |
| Anneaux                      | Fatah Ait Saada (ALG) 9,075   | Mohamed Maslahi (MAR) 8,300   | Driss Benazza (MAR) 8,262     |
| Saut de cheval               | Wajdi Bouallègue (TUN) 9,143  | Nouredine Yahouia (ALG) 8,925 | Giscard Collard (RSA) 8,875   |
| Barres parallèles            | Achour Sebti (ALG) 8,662      | Adam Botha (RSA) 8,475        | Nouredine Yahouia (ALG) 8,275 |
| Barre fixe                   | Sid Ali Ferdjani (ALG) 8,787  | Wajdi Bouallègue (TUN) 8,525  | Mongi Ouerfelli (TUN) 8,425   |

### Seniors dames
| Épreuves                     | Or                          | Argent                         | Bronze                          |
| ---------------------------- | --------------------------- | ------------------------------ | ------------------------------- |
| Concours général par équipes | Afrique du Sud 104,980      | Tunisie 98,750                 | Maroc 97,375                    |
| Concours général individuel  | Leonie Marzouk (TUN) 37,925 | Tamaryn Schultz (RSA) 35,750   | Caroline Demetriou (RSA) 34,980 |
| Sol                          | Leonie Marzouk (TUN) 9,450  | Kerry Joyce (RSA) 8,675        | Tamaryn Schultz (RSA) 8,650     |
| Poutre                       | Leonie Marzouk (TUN) 9,113  | Tamaryn Schultz (RSA) 8,988    | Caroline Demetriou (RSA) 8,125  |
| Saut de cheval               | Leonie Marzouk (TUN) 9,325  | Hajiba Dbiri (MAR) 8,981       | Amani Abdrabbou (EGY) 8,719     |
| Barres asymétriques          | Leonie Marzouk (TUN) 9,013  | Caroline Demetriou (RSA) 8,988 | Tamaryn Schultz (RSA) 8,038     |

## Tableau des médailles
| Rang  | Nation         | Or | Argent | Bronze | Total |
| ----- | -------------- | -- | ------ | ------ | ----- |
| 1     | Tunisie        | 8  | 2      | 2      | 12    |
| 2     | Algérie        | 5  | 3      | 2      | 10    |
| 3     | Afrique du Sud | 1  | 5      | 7      | 12    |
| 4     | Maroc          | 0  | 4      | 2      | 6     |
| 5     | Égypte         | 0  | 0      | 1      | 1     |
| TOTAL | TOTAL          | 14 | 14     | 14     | 42    |